# Polar Committee Icefall
Der Polar Committee Icefall (englisch; polnisch Lodospad Komitetu Badań Polarnych) ist ein 2 km langer Gletscherbruch auf King George Island im Archipel der Südlichen Shetlandinseln. Er fließt zwischen dem Urbanek Crag und dem Klekowski Crag zur Admiralty Bay.
Polnische Wissenschaftler benannten ihn 1980 nach dem polarwissenschaftlichen Komitee der Akademie der Wissenschaften in Warschau.